# Pandemia de COVID-19 en Turquía
Se confirmó oficialmente que la pandemia de COVID-19 en Turquía inició el 11 de marzo de 2020, debido a que un hombre turco había contraído el virus, mientras viajaba por Europa.
El 12 de marzo, el gobierno anunció que las escuelas y las universidades en Turquía serían cerradas empezando desde el 16 de marzo.
La primera muerte por enfermedad por coronavirus en el país, ocurrió el 17 de marzo de 2020. El 23 de marzo de 2020, el ministro de Salud Fahrettin Koca anunció que los casos de coronavirus se había extendido por todas partes Turquía.
El 8 de abril de 2020, el Ministerio de Salud confirmó que el número total de casos aumentó a 38 226 y que número de muertes alcanzó la cifra de 812. El número total de pruebas realizadas al 8 de abril fue de 247 768.
Hasta el 20 de febrero de 2022, se contabiliza la cifra de 13,504,485 casos confirmados, 92,451 fallecidos y 12,661,298 recuperados del virus.

## Antecedentes
El 12 de enero de 2020, la Organización Mundial de la Salud (OMS) confirmó que un nuevo coronavirus era la causa de una enfermedad respiratoria en un grupo de personas en Wuhan, provincia de Hubei, China, que se informó a la OMS el 31 de diciembre de 2019.
El índice de letalidad para el COVID-19 ha sido mucho más bajo que el SARS de 2003, pero la transmisión ha sido significativamente mayor, con un número total de muertes significativas.

## Cronograma

### Enero 2020
El 10 de enero de 2020, el Ministerio de Salud creó la Junta  Asesora Científica de Coronavirus. Se compone de 26 miembros especializados en campo, como enfermedades del pecho,  enfermedades infecciosas y microbiología clínica. El número de la junta aumentó a 31, con la unión de expertos y académicos en virología, medicina interna y medicina de cuidados intensivos. La junta elabora pautas para el tratamiento médico y las medidas que debe seguir el público, y las actualiza en el contexto del curso de la enfermedad en el país.
El 24 de enero, el ministerio de salud de Turquía instaló  cámaras térmicas en los aeropuertos. El ministerio también decidió someter a los pasajeros que llegan de China a exámenes adicionales y poner en cuarentena a cualquiera que muestre los síntomas de la infección por coronavirus. Las evaluaciones se ampliaron más tarde, para incluir países que informaron una gran cantidad de casos confirmados. Otras medidas de precaución en los aeropuertos incluyen pistolas infrarrojas, desinfección  en todas las puertas de aduana y entrega de mascarillas quirúrgicas de forma gratuita y folletos con instructivos. [cita requerida]
El 31 de enero, el gobierno turco envió un avión para aerotransportar 34 ciudadanos turcos, siete Azerbaiyanos, siete georgianos y un albanés desde Wuhan. China ordenó 200 millones de máscaras a Turquía, además de la producción anual de Turquía de 150 millones de máscaras.

### Febrero 2020
El 1 de febrero, Turquía anunció su decisión de detener todos los vuelos desde China. La frontera con Irán se cerró el 23 de febrero después de que las autoridades iraníes no cumplieran con el Consejo de Turquía, de poner en cuarentena a la ciudad iraní de Qom. En el mismo día, Turquía anunció su decisión de detener todos los vuelos hacia y desde Irán.
El 29 de febrero, Turquía anunció la terminación de todos los  vuelos hacia y desde Italia, Corea del Sur e Irak. Poco después, la frontera con Irak, también se cerró. El ministerio estableció  hospitales de campaña, cerca de las frontera entre Irak e Irán.

### Marzo 2020
Las ciudades turcas llevaron a cabo, el  trabajo de desinfección masiva en lugares públicos y vehículos de transporte público. En Estambul, el municipio decidió instalar desinfectantes para las manos  en las estaciones de metrobuses.

#### 11–20 de marzo
En las primeras horas del 11 de marzo de 2020 (UTC+03:00), el ministro de Salud Fahrettin Koca anunció que un hombre turco quién había contraído el virus mientras viajaba por Europa, fue el primer caso confirmado de coronavirus del país. El paciente había sido colocado en aislamiento, en un hospital no revelado, y los familiares del paciente fueron sometidos a observación.
El 13 de marzo, el ministro de Salud, Fahrettin Koca, hizo un anuncio a través de su cuenta oficial de Twitter, confirmando que un pariente de la primera persona infectada con coronavirus había caído enfermo con la enfermedad y fue tomado bajo observación y se tomaron las medidas necesarias. Por la noche, se anunció que tres miembros adicionales de la familia habían dado positivo por coronavirus y, por lo tanto, el número de casos confirmados en Turquía aumentó a cinco. Más tarde en la noche, Koca anunció que el número de casos confirmados aumentó a seis, con un peregrino que recientemente regresó de Umrah dando positivo.
Según la declaración realizada por el Ministerio de Juventud y Deportes, 5392 de los 10 330 ciudadanos que regresaron de Umrah fueron puestos en cuarentena en dormitorios estatales en Ankara, mientras que los 4938 restantes fueron puestos en cuarentena en Konya. El 15 de marzo, Koca anunció que el número de casos confirmados aumentó a 18, con 7 de los nuevos casos procedentes de Europa y 3 casos procedentes de los  Estados Unidos.
El 16 de marzo, Koca anunció que el número de casos confirmados había aumentado a 47, con nuevos casos procedentes de Medio Oriente, Europa y Estados Unidos. La  Dirección de Comunicaciones anunció que el presidente Erdoğan encabezará una reunión de coordinación integral el miércoles para discutir los planes para combatir el nuevo tipo de coronavirus e informar al público sobre los resultados posteriores. El 17 de marzo, el ministro Koca informó la primera muerte por el coronavirus, un paciente de 89 años, mientras que el número de casos confirmados aumentó a 98.
El 18 de marzo, el ministro Koca anunció la segunda muerte por coronavirus, un paciente masculino de 61 años. Koca declaró además que el número de casos confirmados aumentó a 191 con 93 casos nuevos. La Asociación Médica turca, las Asociaciones de Especialistas TTB, la Asociación de Expertos en Salud Pública, la Asociación Turca de Microbiología Clínica y Enfermedades Infecciosas, la Sociedad Turca Torácica y la Asociación Turca de Cuidados Intensivos tuvieron una reunión el 17 de marzo para evaluar los desarrollos relacionados con el brote de COVID-19. En su documento, publicado el 18 de marzo, concluyeron que la pandemia plantea peligros significativos para los trabajadores de la salud y los pacientes, y agregaron que las deficiencias en la información y las precauciones han causado confusión e información insuficiente sobre el uso de drogas, la falta de acceso a las pruebas y otros los problemas han dificultado combatir la pandemia.
El 19 de marzo, se informó que el excomandante en jefe del  ejército Turco Aytaç Yalman que regresó recientemente de Irán, murió de enfermedad por coronavirus el 15 de marzo de 2020, a la edad de 79 años. Más tarde ese día, una persona había dado positivo por coronavirus, y 45 compañeros de trabajo y sus familiares fueron puestos en cuarentena en el distrito de Çeşme de la provincia de Esmirna. En un comunicado publicado en su cuenta de Twitter, el ministro de Salud, Fahrettin Koca, anunció que una mujer de 85 años había perdido la vida y agregó que había 168 nuevos casos confirmados.
El 20 de marzo, el ministro Koca informó que el número total de casos y muertes confirmados aumentó a 670 y 9, respectivamente. El Ministerio de Salud emitió una orden para declarar todos los hospitales con al menos dos especialistas en infecciones, neumología, medicina interna y microbiología clínica, incluyendo hospitales privados y fundacionales, como hospitales pandémicos de coronavirus. La Asociación de Derechos humanos, Fundación de Derechos humanos de Turquía, la Asociación de Abogados por la Libertad, la Asociación de Abogados Contemporáneos y el Sindicato de Trabajadores de la Sociedad Civil de la Salud y el Servicio Social en el Sistema Penal, también publicaron una declaración sobre el brote de COVID-19 e instaron a que sea inmediata, la acción en las cárceles. En su artículo, hicieron hincapié en informar al público, especialmente a familiares y abogados de los reclusos, sobre las prácticas de cuarentena y el estado de salud de los reclusos.

#### 21–31 de marzo

Número de casos (azules) y número de muertes (rojos) en una escala logarítmica.

El 21 de marzo, el ministro Koca informó que el número de casos confirmados aumentó a 947 con un número de muertos de 21, luego de la muerte de 12 pacientes de edad avanzada. El equipo de baloncesto turco Fenerbahçe anunció que algunos jugadores de su equipo y personal administrativo tenían síntomas de la enfermedad por coronavirus.
El 22 de marzo, Koca anunció que el número de muertos había aumentado a 30 con un total de 1236 casos confirmados.
El 23 de marzo, Koca anunció que el número de muertos había aumentado a 37 con un total de 1529 casos confirmados.
En una conferencia de prensa, Koca anunció que un medicamento llamado Favipiravir, que según las autoridades chinas era efectivo para tratar la enfermedad, fue importado y comenzó a administrarse a pacientes de cuidados intensivos. Koca también anunció que a los trabajadores de la salud se les pagaría una tarifa adicional en sus cheques de pago durante 3 meses. El mismo día, Fatih Terim, un famoso entrenador de fútbol de la asociación turca y exjugador, fue diagnosticado con el COVID-19.
El 24 de marzo, Koca anunció que el número de casos confirmados aumentó a 1872, con un total de 44 muertos. El 25 de marzo, el número de casos confirmados aumentó a 2433 y el número de muertes aumentó a 59. En una conferencia de prensa organizada conjuntamente por el ministro de Salud y el ministro de Educación Nacional, se anunció que el número de pacientes en la unidad de cuidados intensivos era 136 y que dos pacientes mayores de 60 años fueron dados de alta del hospital. Se agregó que los datos sobre los nuevos casos confirmados en Turquía se publicarían en formato digital.
El 26 de marzo, en su mensaje publicado en su cuenta de Twitter, el ministro Koca anunció que había 1196 diagnósticos nuevos y 16 personas más habían muerto. El número total de casos confirmados aumentó a 3629, con un número de muertos de 75. El 27 de marzo, se confirmaron 2069 casos nuevos y se informaron 17 muertes más. El Ministro de Salud anunció que hasta el momento se han recuperado 42 pacientes de la enfermedad.
El 28 de marzo, el ministro Koca confirmó 1704 casos nuevos y agregó que 16 personas habían muerto en las últimas 24 horas. El número total de casos confirmados aumentó a 7402, con un número de muertos de 108. El número total de pruebas realizadas hasta esa fecha fue de 55 464. El 29 de marzo, el ministro Koca anunció que había 1815 casos nuevos y 23 muertes más. El número total de casos aumentó a 9217, y el número de muertes alcanzó 131. El número total de pruebas realizadas hasta el momento fue de 65 446. El 30 de marzo, se confirmaron 1610 casos nuevos y se produjeron 37 muertes más. El número total de casos llegó a 10 827, y 168 personas habían muerto.
El 31 de marzo de 2020, el ministro Koca confirmó que había 2704 casos nuevos y 46 muertes más. El número total de casos aumentó a 13 531, y el número de muertes alcanzó 214. El número total de pruebas realizadas hasta el momento fue de 92 403. El líder de TÜRK-İŞ Ergün Atalay emitió una declaración por escrito el 31 de marzo, exigiendo la prohibición de los despidos y solicitó detener todas las obras durante al menos 15 días, excepto las que ofrecen bienes y servicios esenciales. Atalay hizo hincapié en la necesidad de la rápida introducción del Fondo de seguro de desempleo para abordar el problema de la pérdida de ingresos, y agregó que todos los trabajadores que sufren pérdida de empleo e ingresos deben tener su apoyo de ingresos provisionales por parte de su empleador, el Fondo de seguro de desempleo y el estado. DISCO, KESK, TMMOB y TTB lanzó una campaña de firma el 31 de marzo para hacer cumplir siete medidas de emergencia. Durante este período, creyeron que "las obras deberían terminarse inmediatamente durante la epidemia en todos los sectores, excepto en aquellos que proporcionan bienes y servicios básicos, obligatorios y urgentes. Los despidos deberían estar prohibidos durante la epidemia, los pequeños comerciantes deberían recibir apoyo, los empleados deberían recibir pagos licencia, y se debe proporcionar apoyo de desempleo para los desempleados. Los préstamos de consumo, vivienda y vehículos y las deudas de tarjetas de crédito y las facturas de electricidad, agua, gas natural y comunicaciones deben posponerse durante la epidemia sin intereses futuros".

### Abril 2020
El 1 de abril de 2020, el ministro Koca confirmó que había 2148 casos nuevos y 63 muertes más. El número total de casos aumentó a 15 679 y el número de muertes alcanzó 277. El número total de pruebas realizadas hasta el momento fue de 106 799. Al mismo tiempo, se anunció que había casos confirmados en las 81 provincias y muertes en 39 provincias. La provincia con el mayor número de casos y muertes fue Estambul con 8852 casos y 117 muertes. Le siguió Esmirna con 853 casos y 18 muertes, y Ankara con 712 casos y 7 muertes. También afirmó que 601 trabajadoes de la salud estaban infectados y 1 médico había muerto.
El 2 de abril de 2020, el ministro Koca declaró que se realizaron 18 757 nuevas pruebas, agregando que 2456 nuevos casos detectados y 79 muertes adicionales ocurrieron. Con estas cifras, el número total de pruebas aumentó a 125 556, el número total de casos confirmados a 18 135 y el número total de muertes a 356.
El 3 de abril de 2020, el ministro Koca declaró que el número total de casos confirmados aumentó a 20 921 y el número total de muertes a 425. Koca dijo que el 74,4 % de los pacientes en cuidados intensivos también tenían al menos una enfermedad adicional y el asma era el mayor riesgo de pacientes con COVID-19. La Cámara de Médicos de Estambul sugirió que las cifras proporcionadas por el Ministerio de Salud se basaron en casos que dieron positivo para PCR, y no incluyen el número de 'casos sospechosos / posibles' entre pacientes hospitalizados o ambulatorios. La Cámara de Médicos también criticó las prácticas llevadas a cabo en hospitales privados en Estambul.
El 4 de abril de 2020, el ministro Koca declaró que el número total de casos confirmados aumentó a 23 934 y el número total de muertes a 501. Agregó que se habían llevado a cabo 19 664 pruebas en las últimas 24 horas, con lo que el número total de pruebas realizadas en Turquía a 161 380 desde que comenzó el brote También el 4 de abril de 2020, el  viceministro de Asuntos Exteriores, Yavuz Selim Kıran, anunció que el número de muertos de los expatriados turcos que perdieron la vida por COVID-19 llegó a 156. Kıran tuiteó que 55 en Francia, 31 en Alemania, 22 en Países Bajos, 16 en Reino Unido, 14 en Bélgica, 7 en EE. UU., 5 en Suecia, 3 en Suiza, 2 en Austria y 1 en Líbano murieron a causa de la enfermedad.
El 5 de abril de 2020, el número de muertos aumentó a 574, y el número de casos confirmados aumentó a 27 069. De los casos confirmados, 1381 personas estaban recibiendo tratamiento en unidades de cuidados intensivos, de los cuales 935 también recibieron asistencia respiratoria. El 6 de abril de 2020, el Ministerio de Salud declaró que el número total de casos confirmados aumentó a 30 217 y el número total de muertes a 649. Agregaron que se habían llevado a cabo 21 400 pruebas en las últimas 24 horas, con lo que el número total de pruebas llevado a cabo en Turquía a 202 845 desde que comenzó el brote. El 7 de abril de 2020, el número total de casos aumentó a 34 109 y el número de muertes alcanzó los 725. El número total de pruebas realizadas al 7 de abril fue de 222 868.
El 8 de abril de 2020, se notificaron 4.117 nuevos casos y 87 personas perdieron la vida. El número de casos confirmados y el número de muertos fueron 38 226 y 812, respectivamente. El número total de pruebas realizadas al 8 de abril fue de 247 768.

## Respuesta del gobierno

### Educación
El 8 de marzo, el Ministerio de Educación Nacional anunció que estaban usando desinfectantes especiales para mantener las escuelas limpias contra la amenaza del virus. El Ministro Ziya Selçuk dijo que cada superficie abierta al contacto en las escuelas se está desinfectando, y señaló que las escuelas vocacionales producen 100 toneladas de desinfectantes que se suministran diariamente en las escuelas.
El ministro Selçuk organizó una conferencia de prensa el 12 de marzo y anunció que la desinfección se llevaría a cabo en todas las escuelas después del cierre. Dijo que el plan de estudios semanal estaría estructurado y que la EBA proporcionaría la capacitación y el apoyo educativo necesarios por Internet y  TRT por televisión, y que habían tomado todas las medidas necesarias para evitar interrupciones y retrasos en los programas educativoss.
El 12 de marzo de 2020, después de una reunión entre el presidente Recep Tayyip Erdoğan y el resto del gobierno turco, el secretario de prensa, İbrahim Kalın, anunció que las escuelas primarias, secundarias y secundarias en Turquía se cerrarían a partir del 16 de marzo de 2020 durante una semana. Las universidades también permanecerían cerradas durante tres semanas. Los partidos deportivos se jugarían a puertas cerradas en los estadios hasta finales de abril. El presidente también pospuso todas sus visitas al extranjero.
El 17 de marzo, el ministro Selçuk visitó los estudios de TRT donde se preparó el contenido relacionado con el nuevo formato de educación a distancia, y declaró que el nuevo proceso se estaba revisando con el más mínimo detalle, y que los preparativos de planificación e infraestructura se completarían en la semana del 23 marzo. Selçuk dijo que él daría la primera lección usando esta técnica de entrenamiento.
El 19 de marzo, el Centro de Medición, Selección y Colocación pospuso 9 exámenes, incluidos TUS y MSÜ, que se planearon realizar pronto.
Las clases remotas para escuelas primarias, secundarias y preparatorias comenzaron el 23 de marzo de 2020 en TRT EBA TV, un canal creado a través de la colaboración de TRT y el Ministerio de Educación. En la conferencia de prensa celebrada el 25 de marzo, el ministro Selçuk anunció que la enseñanza remota continuaría hasta el 30 de abril.
El 26 de marzo, el presidente del Consejo de Educación Superior, Yekta Saraç, declaró que no habría enseñanza en persona en las universidades durante el resto del semestre de primavera, y que continuarían con la educación remota únicamente. Agregó que los programas, cursos y cursos prácticos que no podrían ofrecerse con educación a distancia y educación digital se completarían en los meses de verano. Anunció que el examen de instituciones de educación superior se aplazó hasta el 25 y 26 de julio. En un mensaje publicado por el ministro de Educación Nacional en Twitter el 27 de marzo, anunció que los temas que debían ser cubiertos durante el segundo semestre fueron eliminados del Examen de Instituciones de Educación Superior.

### Restricciones de viaje y recolección
La Asamblea Nacional Magnífica de Turquía anunció que no se aceptarían visitantes al parlamento entre el 13 y el 31 de marzo El 13 de marzo, Turquía anunció su decisión de detener todos los vuelos hacia y desde Alemania, Francia, España, Noruega, Dinamarca, Bélgica, Suecia, Austria y  Países Bajos a partir del sábado a las 08.00 hasta el 17 de abril. El mismo día, el ministro de Justicia, Abdulhamit Gül, anunció que las reuniones en todas las cárceles abiertas y cerradas, el uso de las salas de reuniones familiares y los traslados entre las prisiones se retrasaron por dos semanas.
El 14 de marzo, tras una reunión entre el presidente Recep Tayyip Erdoğan y el presidente de Azerbaiyán Ilham Aliyev, los dos países suspendieron temporalmente el transporte terrestre y aéreo. En el mismo día, Turquía y Georgia anunciaron su decisión mutuamutua de cerrar la Puerta Fronteriza de Sarpi.
El 15 de marzo, el Ministerio de cultuas y el turismo anunció que entre el 16 y el 30 de marzo todas las  bibliotecas en Turquía estarían cerradas. El Ministerio del Interior anunció que los pabellones, discotecas, bares y clubes nocturnos se cerrarían temporalmente a partir de las 10:00 del 16 de marzo.

Restricciones de viaje impusieron por Turquía
Turquía
Entrada rechazada a personas de estos países

El 16 de marzo, la Dirección de Asuntos Religiosos de Turquía anunció una prohibición a nivel nacional de las reuniones de oración en las mezquitas, incluidas las oraciones de viernes, debido a la pandemia. Más tarde ese día, el Ministerio del Interior también envió un aviso sobre las precauciones de coronavirus a las 81 provincias de Turquía, cerrando temporalmente todos los lugares de reunión públicos como cafés, gimnasios, cibercafés y cines, excepto las tiendas y restaurantes que no ofrecen música, comenzando  a las 24:00 de esa tarde. Fahrettin Koca Anunció que Egipto, Irlanda, Suiza, Arabia Saudí,  Emiratos Árabes Unidos, y el Reino Unido se agregaron a la lista de países para los que se impuso la prohibición de vuelos.
El 19 de marzo, la Dirección de Asuntos Religiosos emitió una circular para enviar a los muftis provinciales,y declarando que las mezquitas se mantendrían cerradas el viernes. El ministro de Juventud y Deportes, Mehmet Kasapoğlu, anunció que las ligas de fútbol, voleibol, baloncesto y balonmano fueron pospuestas.
El 20 de marzo, a través de una declaración presidencial, se anunció que todo tipo de reuniones o actividades científicas, culturales y artísticas se pospusieron hasta finales de abril.  Se suspendió temporalmente el transporte público gratuito para personas de 65 años o más en Balikesir, Konya y Malatya. Los juegos de carreras de caballos se pospusieron hasta que se haga un segundo anuncio en el futuro.
El 21 de marzo, el Ministerio del Interior informó que, con la circular que envió a las 81 gobernaciones provinciales, se suspendieron temporalmente las ceremonias de despedida militar. Además, se anunció que las actividades de peluquerías, peluquerías y salones de belleza cesarían a las 6:00 p. m. El Ministerio de Agricultura y Silvicultura prohibió la barbacoa en jardines, parques y paseos. El Ministerio de Transporte e Infraestructura anunció que a partir de las 5:00 p. m. Los vuelos a 46 países más se habían detenido, reduciendo así el transporte aéreo con 68 países en total. El Ministerio del Interior anunció un toque de queda total para las personas mayores de 65 años o con enfermedades crónicas. El anuncio indicó además que a partir de la medianoche, los restaurantes, los restaurantes y las pastelerías debían cerrarse al público para cenar, y solo se les permitía ofrecer servicio a domicilio y comida para llevar. Además, se suspendió temporalmente el transporte público gratuito para personas mayores de 65 años en Ankara, Antalya y Esmirna.
El 23 de marzo, se decidió que el Gran Bazar en Estambul permanecería abierto entre las 10.00 a. m. y las 4.00 p. m., sin embargo, la entrada y la salida se controlarían y solo se permitirían a través de dos puertas. El mismo día, el ministro de Juventud y Deportes, Mehmet Kasapoğlu, anunció que el número de personas que venían del extranjero y estaban en cuarentena en sus hogares era de 11 269.
El 24 de marzo, el Ministerio del Interior emitió un comunicado, anunciando que los mercados podían atender a los clientes entre las 9:00 a. m. y las 9:00 p. m., y agregó que el número de clientes en cada tienda debía limitarse a una décima parte de su número original basado en su área. Además, se anunció que los vehículos de transporte público que trabajan en y a través de las ciudades podrían llenar solo el 50 % de su capacidad con personas a la vez.
El 27 de marzo, el Ministerio del Interior emitió una nueva declaración sobre las reuniones durante los fines de semana, anunciando que a partir del 28 y 29 de marzo, hacer pícnics, pescar en las costas, hacer ejercicio físico al aire libre (incluyendo correr y caminar los fines de semana en la ciudad y los centros urbanos) estarían prohibidos hasta que se haya contenido la propagación del virus. También se afirmó que, si lo consideraran necesario, las autoridades locales pueden extender estas nuevas medidas a los días laborables. El mismo día, con el asesoramiento del Ministerio de Salud, ciudad de Kendirli en Rize y las aldeas Yeniselimiye, Beştepe, Esentepe y Maltepe cercanas a la ciudad fueron puestas en cuarentena para prevenir la propagación del coronavirus. También el 27 de marzo, el presidente Erdogan anunció que todos los vuelos al extranjero fueron terminados, y agregó que los viajes interurbanos estaban sujetos a la autorización de los gobernadores estatales, y que lugares como áreas de pícnic, bosques y sitios históricos estarían cerrados el fin de semana.

Provincias con prohibición de entrada y salida.
Provincias con prohibición total de entrada y salida
Provincias que imponen cuarentena para las personas que ingresan

El 3 de abril de 2020, el presidente Erdogan anunció una prohibición de entrada de 15 días a 30 municipios metropolitanos, así como a Zonguldak. Además, el toque de queda se extendió a personas menores de 20 años. El uso de máscaras en lugares públicos se convirtió en obligatorio. Sin embargo, con la circular adicional emitida y enviada a todas las provincias, se determinaron las excepciones a esta prohibición. Según la nueva orden, los procedimientos de asistencia médica, funerales, transporte militar y de pasajeros quedarían exentos de la prohibición, siempre que se cumplan ciertas condiciones.

### Economía
El 18 de marzo, el presidente Erdogan instó al público a quedarse en casa y no visitar hospitales fuera de casos de emergencia. Erdogan declaró además que los bancos públicos entregarán pensiones a los jubilados mayores de 76 años a sus hogares, con un monto mínimo de pago para los jubilados de ₺1500. El gobierno también anunció un paquete de medidas económicas de ₺100 billones para abordar los problemas financieros de las empresas y los hogares de bajos ingresos. Con este paquete, el gobierno prometió aumentar el límite del Fondo de Garantía de Crédito (KGF), posponer las obligaciones tributarias, los pagos de primas de SGK y las deudas de crédito de los empleadores en los sectores más afectados por la crisis, y hacer una transferencia de recursos de ₺2 mil millones a las familias necesitadas, entre otras medidas
El paquete de medidas económicas anunciado, que será proporcionado por el gobierno, fue criticado por instituciones e individuos, incluidos economistas y políticos. La falta de un plan de acción detallado fue el centro de las críticas. Además, en un momento en que se alentaba a las personas a quedarse en casa, el gobierno fue criticado por permitir el transporte de pasajeros de las aerolíneas y las reducciones de impuestos que respaldan el turismo. Los críticos pidieron reducir el pago inicial de los préstamos para vivienda y enfatizaron la necesidad de proporcionar apoyo laboral a diferentes sectores.
El 22 de marzo, por orden presidencial, todos los procedimientos de quiebra y ejecución financiera se detuvieron hasta el 30 de abril, a excepción de las obligaciones en materia de pensión alimenticia y mantención de los hijos. Además, a través de una segunda declaración emitida por el presidente, se ordenó a las instituciones y organizaciones públicas que permitieran horarios alternativos y flexibles y aplicaran el trabajo remoto si es posible. La Asociación de Bancos de Turquía también envió un aviso a diferentes bancos de todo el país y limitó su horario de trabajo de 12:00 p. m. a 5:00 p. m., que entró en vigencia el 23 de marzo de 2020.
El 24 de marzo, los aranceles a la importación de etanol, máscaras médicas desechables y ventiladores se levantaron con decretos presidenciales.
El 30 de marzo, el presidente Erdogan anunció el inicio de una campaña de donación llamada "Somos lo suficiente unos para otros Turquía" (en turco: Biz Bize Yeteriz Türkiyem). Si bien la campaña fue apoyada por representantes del partido gobernante, los miembros de las oposiciones tuvieron una reacción menos favorable. A partir del 1 de abril de 2020, la campaña había recaudado ₺552 millones. Después de la decisión del gobierno de tomar dinero de los ingresos de varias instituciones para hacer donaciones a esta campaña, la Confederación de Sindicatos de Empleados Públicos presentó una denuncia penal como resultado de los recortes salariales del personal de muchas instituciones como MEB, BOTAŞ, Dirección General de Silvicultura, Ministerio de Justicia, Tribunal Supremo y Direcciones Provinciales del Servicio Social. El patriarcado ortodoxo Griego donó ₺300 000 y la Fundación Siríaca de Estambul ₺100 000
- Última actualización: 6 de abril de 2020[131]

| Donantes                                 | Cantidad       |
| ---------------------------------------- | -------------- |
| Banco central de la República de Turquía | ₺100 000       |
| Ziraat Grupo financiero                  | ₺62 300 000    |
| El banco de Personas de Turquía          | ₺56 000        |
| Banco de Fundaciones de la Turquía       | ₺50 000        |
| A través de SMS                          | ₺43 101 700    |
| Turk Telecomunicación                    | ₺40 000        |
| Eti Bakır Junta-Compañía accionaria      | ₺24 000        |
| Total                                    | ₺1 271 661 596 |

El Ministerio del Interior puso fin a una campaña de donación iniciada por los municipios metropolitanos con la administración del Partido Republicano del Pueblo y se bloquearon sus cuentas bancarias. Con respecto a esta decisión, el Colegio de Abogados de Ankara emitió una declaración, diciendo: "Aunque el proceso circular y de bloqueo antes mencionado implementado por el Ministerio del Interior es claramente ilegal, la prestación de servicios sociales no pertenece exclusivamente a los gobiernos locales ni al gobierno central".

### Ayuda internacional

Países que recibieron suministros médicos o ayuda de Turquía

Durante la pandemia, Turquía proporcionó asistencia médica a otros países para ayudar a combatir el coronavirus. Esta ayuda incluye máscaras, monos, kits de prueba y geles desinfectantes.

## Estadísticas

### Casos por provincias
| Estambul       | 196.06 |
| İzmir          | 113.95 |
| Ankara         | 290.83 |
| Konya          | 88.23  |
| Kocaeli        | 173.60 |
| Sakarya        | 81.44  |
| Isparta        | 133.28 |
| Bursa          | 102.64 |
| Adana          | 106.65 |
| Zonguldak      | 174.84 |
| Samsun         | 125.65 |
| Kayseri        | 43.29  |
| Tekirdağ       | 185.11 |
| Eskişehir      | 547.21 |
| Balıkesir      | 187.83 |
| Antalya        | 83.55  |
| Rize           | 111.67 |
| Manisa         | 60.00  |
| Edirne         | 310.59 |
| Tokat          | 49.29  |
| Ordu           | 184.00 |
| Trabzon        | 147.55 |
| Denizli        | 118.26 |
| Şırnak         | 9.33   |
| Erzurum        | 28.93  |
| Giresun        | 210.15 |
| Malatya        | 40.81  |
| Yalova         | 156.36 |
| Mardin         | 17.04  |
| Gaziantep      | 29.43  |
| Kırklareli     | 402.33 |
| Osmaniye       | 61.84  |
| Diyarbakır     | 36.01  |
| Muğla          | 113.11 |
| Siirt          | 27.11  |
| Uşak           | 23.85  |
| Amasya         | 131.81 |
| Çorum          | 127.88 |
| Sinope         | 242.67 |
| Adıyaman       | 14.55  |
| Düzce          | 123.20 |
| Hatay          | 31.48  |
| Ağrı           | 20.97  |
| Çanakkale      | 392.80 |
| Kahramanmaraş  | 23.73  |
| Nevşehir       | 84.74  |
| Iğdır          | 43.81  |
| Kastamonu      | 137.38 |
| Çankırı        | 152.66 |
| Van            | 7.71   |
| Bayburt        | 17.64  |
| Kırıkkale      | 142.05 |
| Bitlis         | 23.84  |
| Artvin         | 85.52  |
| Aydın          | 149.38 |
| Karabük        | 146.42 |
| Bolu           | 183.74 |
| Afyonkarahisar | 46.90  |
| Kars           | 29.53  |
| Şanlıurfa      | 10.36  |
| Kilis          | 42.52  |
| Mersin         | 137.64 |
| Bilecik        | 301.75 |
| Erzincan       | 61.51  |
| Yozgat         | 96.77  |
| Karaman        | 96.77  |
| Muş            | 14.07  |
| Elazığ         | 79.24  |
| Gümüşhane      | 77.94  |
| Niğde          | 47.01  |
| Bingöl         | 32.85  |
| Bartın         | 84.77  |
| Batman         | 21.87  |
| Sivas          | 79.39  |
| Kırşehir       | 202.52 |
| Tunceli        | 218.78 |
| Aksaray        | 60.36  |
| Ardahan        | 56.88  |
| Kütahya        | 145.34 |
| Burdur         | 76.72  |
| Hakkâri        | 10.42  |
| Turquía        | 132.41 |

## Vacunación
La vacunación contra la COVID-19 en Turquía es la estrategia nacional de vacunación que está en curso desde el 14 de enero de 2021 para inmunizar a la población contra la COVID-19 en el país, en el marco de un esfuerzo mundial para combatir la pandemia de COVID-19.